# Toni Aira i Foix
Josep Antoni Aira i Foix, més conegut com a Toni Aira, (Barcelona, 27 d'octubre de 1977) és un periodista català, doctor en comunicació per la Universitat Ramon Llull (URL). És professor d'Introducció a la Comunicació Professional a la Facultat de Comunicació Blanquerna (URL), de Comunicació Política i de les Institucions Públiques a la Universitat Oberta de Catalunya, i del Projecte de Publicitat Institucional, Social i Política a la Universitat Pompeu Fabra.
Especialista en comunicació política, ha estat director d'El Singular Digital, diari que actualment porta el nom de El Món. El 2008 va rebre el Premi Ramon Trias Fargas d'assaig polític, que concedeix la Fundació Catalanista i Demòcrata (CatDem). Durant anys ha col·laborat en diverses ràdios, televisions i mitjans digitals, com la revista Esguard. El 2007 estrenà el seu blog La Cortina de Fum, que el juliol de 2011 passaria a web i donaria nom a la seva secció d'El Periódico de Catalunya. Del 2014 al 2017 va ser director del programa Els Spin Doctors de Catalunya Ràdio, un dels primers programes digitals de l'emissora.
Entre setembre de 2017 i octubre de 2018 va ser director de comunicació del Partit Demòcrata Europeu Català.
Col·labora amb diversos mitjans de comunicació, com El Món a RAC1 i El Periódico.

## Obra publicada
- La Veu de l'experiència. Testimonis del passat, pensant en el futur (Dèria, 2007)
- De Pujol a Maragall (Documenta Universitaria, 2008) -llibre col·lectiu-
- Màrqueting polític: L'art de guanyar eleccions. Del cartell a Youtube (Trípodos, 2008)
- Els spin doctors. Com mouen els fils els assessors dels líders polítics (Columna, 2009)
- Los spin doctors. Cómo mueven los hilos los asesores de los líderes políticos (Editorial UOC, 2009)
- Comunicació política i d'institucions públiques (Editorial UOC, 2009) -llibre col·lectiu-
- L'espectre del tripartit (Documenta Universitaria, 2009) -llibre col·lectiu-
- La comunicació política (Editorial UOC, 2010)
- Sí, ministre (A Contra Vent, 2010 2009) -traducció-
- Los guardianes del mensaje. Asesores políticos. Un modelo alternativo a los spin doctors anglosajones (Editorial UOC, 2011)
- Els guardians del missatge. Els professionals de la comunicació política (Trípodos, 2011)
- El último partido. La política cansada ante su gran final (UOC, 2015)
- Comunicación política y gobierno de coalición (UOC, 2016)
- Política en serie. La ficción que inspira al poder (Libros.com, 2016)
- La Política de les emocions (Arpa, 2020)[9]